# Nevski prospekt
Nevski Prospekt (ruski: Не́вский проспе́кт), ili još Nevska avenija je najveća i najvažnija ulica u Sankt Peterburgu uz obalu rijeke Neve. Uz ulicu su smještene brojne palače i trgovine, te je jedno od najvažnijih turističkih odredišta.